# Paulo Vitor
Paulo Vítor Barbosa de Carvalho, bekannt als Paulo Vítor (* 7. Juni 1957 in Belém) ist ein ehemaliger brasilianischer Fußballtorwart, der auch für die brasilianische Fußballnationalmannschaft spielte.

## Karriere
Er blickt auf eine zwanzigjährige Karriere zurück (1974–1994). Er spielte für CEUB EC, Operário FC (MT), Brasília FC, Vila Nova FC, Vitória FC (ES), Fluminense FC, America FC (RJ), Coritiba FC, Sport Recife, Grêmio  Maringá, Clube do Remo, Paysandu SC und Volta Redonda FC. Er gewann zweimal die Campeonato Brasileiro und zwar 1978 und 1984, dreimal die Campeonato Carioca infolge (1983, 1984, 1985) und eine Staatsmeisterschaft von Mato Grosso im Jahre 1977.
Zwischen Juni 1984 und April 1986 spielte er achtmal für die Seleção. Telê Santana nahm ihn in den Kader der Nationalmannschaft auf, die an der Fußball-Weltmeisterschaft 1986 teilnahm. Er hatte dort keinen Einsatz.